# Eric Kandel
Eric Richard Kandel (ur. 7 listopada 1929 w Wiedniu, Austria) – neurobiolog amerykański, pochodzenia austriackiego, laureat Nagrody Nobla w dziedzinie fizjologii lub medycyny w roku 2000.

## Życiorys
Jego rodzice pochodzili z Galicji. Ojciec urodził się w Olesku koło Lwowa a matka w Kołomyi. W 1939 roku, uciekając przed prześladowaniami nazistowskimi, wyemigrował wraz z rodziną do Stanów Zjednoczonych. Początkowo studiował historię oraz literaturę na Harvard University. Od 1952 roku poświęcił się studiowaniu medycyny.
W latach 1965–1974 był profesorem New York University, od 1974 – Columbia University, również w Nowym Jorku. Jest członkiem Narodowej Akademii Nauk w Waszyngtonie.
Prowadził badania nad neuroprzekaźnikami. Odkrył, że obecność serotoniny w zakończeniach nerwowych jest niezbędna w procesie zapamiętywania informacji. Badał zjawiska pamięci krótko- i długotrwałej. Jego artykuł pt. A New Intellectual Framework for Psychiatry, opublikowany w roku 1998 w „American Journal of Psychiatry”, zwany manifestem Kandela, stanowi propozycję kanonu nowoczesnego podejścia psychiatrii do ludzkiej psychiki.
W roku 2000 otrzymał Nagrodę Nobla za badania nad fizjologicznymi podstawami mechanizmów pamięci. Wraz z nim Nagrodę Nobla otrzymali Szwed Arvid Carlsson i Amerykanin Paul Greengard.

## Odznaczenia
- Order Pour le Mérite (Niemcy, 1997)[6]
- Odznaka Honorowa za Naukę i Sztukę (2005)[7]
- Wielka Srebrna Odznaka Honorowa z Gwiazdą Odznaki Honorowej za Zasługi dla Republiki Austrii (2012)[8]
- Wielka Złota Odznaka Honorowa z Gwiazdą Odznaki Honorowej za Zasługi dla Republiki Austrii (2019)[8]
- Wielka Złota Odznaka Honorowa na Wstędze Odznaki Honorowej za Zasługi dla Republiki Austrii (2024)[9]